# Krzesk (gromada)
Krzesk – dawna gromada, czyli najmniejsza jednostka podziału terytorialnego Polskiej Rzeczypospolitej Ludowej w latach 1954–1972.
Gromady, z gromadzkimi radami narodowymi (GRN) jako organami władzy najniższego stopnia na wsi, funkcjonowały od reformy reorganizującej administrację wiejską przeprowadzonej jesienią 1954 do momentu ich zniesienia z dniem 1 stycznia 1973, tym samym wypierając organizację gminną w latach 1954–1972.
Gromadę Krzesk z siedzibą GRN w Krzesku (majątku; w obecnym brzmieniu Krzesk-Majątek) utworzono – jako jedną z 8759 gromad – w powiecie siedleckim w woj. warszawskim, na mocy uchwały nr VI/10/18/54 WRN w Warszawie z dnia 5 października 1954. W skład jednostki weszły obszary dotychczasowych gromad Izdebki-Kośmidry, Krzesk majątek, Krzesk Nowy, Sobicze i Wesółka() ze zniesionej gminy Królowa Niwa w powiecie siedleckim (woj. warszawskie) oraz obszar dotychczasowej gromady Grochówka ze zniesionej gminy Trzebieszów w powiecie łukowskim w woj. lubelskim. Dla gromady ustalono 14 członków gromadzkiej rady narodowej.
31 grudnia 1959 do gromady Krzesk przyłączono wsie Izdebki Błażeje i Izdebki Kosny ze znoszonej gromady Izdebki Wąsy w powiecie siedleckim oraz wieś Tęczki z gromady Jakusze w powiecie łukowskim w woj. lubelskim.
31 grudnia 1961 do gromady Zbuczyn Poduchowny włączono wsie Izdebki-Wąsy, Kwasy, Stary Krzesk i Zawady ze zniesionej gromady Krzesk Stary w tymże powiecie.
1 stycznia 1970 do gromady Krzesk przyłączono wieś Maciejowice z gromady Trzebieszów w powiecie łukowskim w woj. lubelskim.
Gromada przetrwała do końca 1972 roku, czyli do kolejnej reformy gminnej.